# Cerrillos (Uruguay)
Cerrillos è un comune dell'Uruguay, situato nel Dipartimento di Canelones.
| Controllo di autorità | VIAF (EN) 137538065 · LCCN (EN) no2001083599 · J9U (EN, HE) 987007496785305171 |